# Le Printemps sur l'Oder
Pour plus de détails, voir Fiche technique et Distribution.
Le Printemps sur l'Oder (en russe : Весна на Одере, Vesna na Odere) est un drame de guerre soviétique réalisé par Lev Saakov (ru), sorti en 1968. Il est adapté du roman éponyme d'Emmanuil Kazakevitch.

## Synopsis
Lors de la Seconde Guerre mondiale en avril 1945, pendant la traversée de l'Oder, le major Sergueï Loubentsov rencontre une femme médecin militaire, Tania Koltsova, qu'il avait croisé en 1941, lors d'un siège, et qu'il n'a jamais oubliée.

## Fiche technique
- Titre : Le Printemps sur l'Oder
- Titre original : Весна на Одере (Vesna na Odere)
- Réalisation : Lev Saakov (ru)
- Scénario : Nikolaï Figourovski (ru)
- Photographie : Valeri Vladimirov
- Compositeur : Eduard Kolmanovski
- Direction artistique : Piotr Pachkevitch
- Second réalisateur : Vladimir Dostal
- Son : Arnold Chargorodski
- Pays d'origine : URSS
- Studio : Mosfilm
- Format : 35 mm - Mono - noir et blanc
- Langue : russe
- Genre : drame, film de guerre
- Durée : 102 minutes
- Date de sortie : 11 février 1968

## Distribution
- Anatoli Kouznetsov : major Sergueï Loubentsov
- Youri Solomine : capitaine Alexandre Mechtcherski
- Gueorgui Jjionov : Petrovitch
- Vladislav Strzelczyk : colonel Semion Krassikov
- Anatoli Gratchiov : Tchokhov
- Liudmila Tchoursina : Tania Koltsova
- Leonid Kanevski : Oganessian
- Bruno O'Ya : Günsche
- Guennadi Youdine : Sereda
- Valentina Vladimirova : infirmière